# Пауча (Сибињ)
Пауча (рум. Păucea) насеље је у Румунији у округу Сибињ у општини Блажел. Oпштина се налази на надморској висини од 354 m.

## Становништво
Према подацима из 2002. године у насељу је живело 484 становника.

### Попис2002.
| Расподела становништва по националности 2002.‍ | Расподела становништва по националности 2002.‍ | Расподела становништва по националности 2002.‍ | Расподела становништва по националности 2002.‍ | Расподела становништва по националности 2002.‍ |
| --------------------------------------------- | --------------------------------------------- | --------------------------------------------- | --------------------------------------------- | --------------------------------------------- |
|                                               |                                               |                                               |                                               |                                               |
| Румуни                                        | Румуни                                        |                                               | 393                                           | 81,2%                                         |
| Мађари                                        | Мађари                                        |                                               | 83                                            | 17,1%                                         |
| Немци                                         | Немци                                         |                                               | 8                                             | 1,7%                                          |